# كلوسترل
كلوسترل (بالإلمانية: Klösterle) هي بلدية في منطقة بلودنز في ولاية فورارلبرغ النمساوية.